# Abrus diversifoliatus
Abrus diversifoliatus är en ärtväxtart som beskrevs av Franciscus Jozef Breteler. Abrus diversifoliatus ingår i Paternosterbönssläktet, och familjen ärtväxter. Inga underarter finns listade i Catalogue of Life.